# Andrzej Batory (zm. 1563)
Andrzej Batory (zm. 8 stycznia 1563 w Alvinc) – węgierski szlachcic, marszałek nadworny, syn wojewody siedmiogrodzkiego Stefana Batorego i Katarzyny Telegdi.

## Życiorys
Po śmierci ojca Andrzeja Stefana Batorego, wychowaniem syna zajęła się matka, której pomagał magnat węgierski Tamás Nádasdy. Wkrótce Andrzej Batory nawiązał przyjazne relacje z rodziną Nádasdych, a Tamás uznał go nawet za swego syna. Andrzej często prosił Tamása o pomoc w sprawie młodszych braci: Krzysztofa i Stefana. W 1548, gdy Andrzej dorósł, Nádasdy zaręczył go ze swoją siostrzenicą Małgorzatą Majláth. Z powodu niepokojów wojennych i śmierci Katarzyny Telegdi do ślubu doszło dopiero w 1551. W 1556 Andrzej został członkiem rady królowej węgierskiej Izabeli Jagiellonki, zaś w 1558 marszałkiem dworu. Andrzej Batory piastował to stanowisko do swojej śmierci w 1563. 
Z małżeństwa Andrzeja z Małgorzatą Majláth pochodziło sześcioro dzieci:
- Stefan – namiestnik Krasnego,
- Gabriel,
- Anna – żona Klemensa Dóczego,
- Katarzyna,
- Baltazar – regent siedmiogrodzki,
- Andrzej – biskup warmiński, kardynał.